# جايلز كريستيان
جايلز كريستيان (بالإنجليزية: Giles Kristian)‏ هو مغني بريطاني، ولد في 1975.

## وصلات خارجية
- جايلز كريستيان على موقع ميوزك برينز (الإنجليزية)